# Нове-Място-Любавське (гміна)
Гмі́на Но́ве-Мя́сто-Люба́вське (пол. Gmina Nowe Miasto Lubawskie) — сільська гміна у північній Польщі. Належить до Новомейського повіту Вармінсько-Мазурського воєводства.
Станом на 31 грудня 2011 у гміні проживало 8053 особи.
Адміністративний центр - село Мшаново.

## Територія
Згідно з даними за 2007 рік площа гміни становила 138.02 км², у тому числі:
- орні землі: 69.00%
- ліси: 17.00%

Таким чином, площа гміни становить 19.86% площі повіту.

## Населення
Станом на 31 грудня 2011:
| Опис     | Загалом | Загалом | Чоловіки | Чоловіки | Жінки | Жінки |
| -------- | ------- | ------- | -------- | -------- | ----- | ----- |
| одиниця  | осіб    | %       | осіб     | %        | осіб  | %     |
| все      | 8053    | 100     | 4043     | 50.20    | 4010  | 49.80 |
| міське   | 0       | 100     | 0        |          | 0     |       |
| сільське | 8053    | 100     | 4043     | 50.20    | 4010  | 49.80 |

## Сусідні гміни
Гміна Нове-Място-Любавське межує з такими гмінами: Біскупець, Ґродзічно, Ілава, Кужентник, Любава, Нове-Място-Любавське.